# Extraliga žen ve florbale 2018/2019
Extraliga žen ve florbale 2018/2019 byla 25. ročníkem nejvyšší ženské florbalové soutěže v Česku.
Soutěž odehrálo 12 týmů systémem dvakrát každý s každým. Prvních osm týmů postoupilo do play-off. Zbylé čtyři týmy hrály o sestup.
Titul mistra obhájil a celkem popáté získal tým 1. SC TEMPISH Vítkovice, opět po porážce týmu FAT PIPE Florbal Chodov ve finále. Vítkovice získaly v tomto ročníku titul i v Superlize mužů ve finále konaném na stejném místě stejný den. Bylo to teprve potřetí, co se jednomu oddílu podařilo získat v jednom roce titul v mužské i ženské nejvyšší soutěži, a vždy to zatím byly Vítkovice, v sezónách 1999/2000 a 2013/2014.
V této sezóně byl poprvé udělen Prezidentský pohár pro vítěze základní části sezóny. Prvním držitelem se stal tým 1. SC TEMPISH Vítkovice.
Po prohře v play-down sestoupil zpět do 1. ligy nováček FBŠ Slavia Fat Pipe Plzeň. V následující sezóně byl nahrazen vítězem 1. ligy, týmem Bulldogs Brno, který se do Extraligy vrátil po 11 sezónách v nižších soutěžích.
Denisa Billá překonala historický rekord Ilony Novotné 504 bodů v základní části Extraligy. A Hana Poláková překonala její střelecký rekord 291 gólů.

## Základní část
V základní části se všechny týmy dvakrát utkaly každý s každým. Po skončení základní části postoupilo prvních 8 týmů do play-off. Zbylé čtyři týmy základní části se spolu utkaly v play-down.
| Poř. | Tým                           | Z  | V  | VP | PP | P  | VG  | OG  | B  |
| ---- | ----------------------------- | -- | -- | -- | -- | -- | --- | --- | -- |
| 1.   | 1. SC TEMPISH Vítkovice       | 22 | 19 | 2  | 0  | 1  | 168 | 55  | 61 |
| 2.   | FAT PIPE Florbal Chodov       | 22 | 19 | 1  | 1  | 1  | 179 | 65  | 60 |
| 3.   | FBC ČPP Bystroň Group OSTRAVA | 22 | 16 | 1  | 1  | 4  | 165 | 80  | 51 |
| 4.   | Ivanti Tigers Jižní Město     | 22 | 16 | 1  | 0  | 5  | 181 | 95  | 50 |
| 5.   | FbŠ Bohemians                 | 22 | 11 | 1  | 0  | 10 | 117 | 135 | 35 |
| 6.   | Panthers Praha                | 22 | 6  | 3  | 3  | 10 | 98  | 129 | 27 |
| 7.   | KM automatik FBK Jičín        | 22 | 8  | 0  | 3  | 11 | 116 | 138 | 27 |
| 8.   | Tatran Střešovice             | 22 | 4  | 6  | 1  | 11 | 87  | 126 | 25 |
| 9.   | FBS Olomouc                   | 22 | 7  | 1  | 2  | 12 | 78  | 134 | 25 |
| 10.  | K1 Florbal Židenice           | 22 | 5  | 0  | 1  | 16 | 67  | 104 | 16 |
| 11.  | Crazy girls FBC Liberec       | 22 | 3  | 0  | 4  | 15 | 77  | 132 | 13 |
| 12.  | FBŠ Slavia Fat Pipe Plzeň     | 22 | 2  | 0  | 0  | 20 | 57  | 197 | 6  |

## Play-off
První tři týmy si postupně zvolily soupeře pro čtvrtfinále z druhé čtveřice. Čtvrtfinále se hrálo od 2. do 10. března 2019. Všechny série proběhly v nejkratším možném čase (4 : 0).
Nejlépe umístěný tým v základní části z postupujících do semifinále (1. SC TEMPISH Vítkovice) si zvolil soupeře (Ivanti Tigers Jižní Město) ze dvou nejhůře umístěných postupující týmů. Semifinále se hrálo od 23. března do 3. dubna 2019.
Čtvrtfinále i semifinále se hrály na čtyři vítězné zápasy.
O mistru extraligy rozhodl jeden zápas tzv. superfinále 14. dubna 2018 v 13:15 v Ostravar Aréně v Ostravě. Zápas sledovalo 7 431 diváků.

### Pavouk
|  | Čtvrtfinále (na zápasy)   | Čtvrtfinále (na zápasy)   |                         |   | Semifinále (na zápasy) | Semifinále (na zápasy) |  |  | Superfinále (skóre) | Superfinále (skóre) |
|  |                           |                           |                         |   |                        |                        |  |  |                     |                     |
|  |                           |                           |                         |   |                        |                        |  |  |                     |                     |
|  | 1. SC TEMPISH Vítkovice   | 4                         |                         |   |                        |                        |  |  |                     |                     |
|  | 1. SC TEMPISH Vítkovice   | 4                         |                         |   |                        |                        |  |  |                     |                     |
|  | FbŠ Bohemians             | 0                         |                         |   |                        |                        |  |  |                     |                     |
|  | FbŠ Bohemians             | 0                         | 1. SC TEMPISH Vítkovice | 4 |                        |                        |  |  |                     |                     |
|  |                           |                           | 1. SC TEMPISH Vítkovice | 4 |                        |                        |  |  |                     |                     |
|  |                           | Ivanti Tigers Jižní Město | 1                       |   |                        |                        |  |  |                     |                     |
|  | Ivanti Tigers Jižní Město | Ivanti Tigers Jižní Město | 1                       | 4 |                        |                        |  |  |                     |                     |
|  | Ivanti Tigers Jižní Město |                           |                         | 4 |                        |                        |  |  |                     |                     |
|  | KM automatik FBK Jičín    | 0                         |                         |   |                        |                        |  |  |                     |                     |
|  | KM automatik FBK Jičín    | 0                         | 1. SC TEMPISH Vítkovice | 7 |                        |                        |  |  |                     |                     |
|  |                           |                           | 1. SC TEMPISH Vítkovice | 7 |                        |                        |  |  |                     |                     |
|  |                           | FAT PIPE Florbal Chodov   | 6                       |   |                        |                        |  |  |                     |                     |
|  | FAT PIPE Florbal Chodov   | FAT PIPE Florbal Chodov   | 6                       | 4 |                        |                        |  |  |                     |                     |
|  | FAT PIPE Florbal Chodov   |                           |                         | 4 |                        |                        |  |  |                     |                     |
|  | Panthers Praha            | 0                         |                         |   |                        |                        |  |  |                     |                     |
|  | Panthers Praha            | 0                         | FAT PIPE Florbal Chodov | 4 |                        |                        |  |  |                     |                     |
|  |                           |                           | FAT PIPE Florbal Chodov | 4 |                        |                        |  |  |                     |                     |
|  |                           | FBC Ostrava               | 0                       |   |                        |                        |  |  |                     |                     |
|  | FBC Ostrava               | FBC Ostrava               | 0                       | 4 |                        |                        |  |  |                     |                     |
|  | FBC Ostrava               |                           |                         | 4 |                        |                        |  |  |                     |                     |
|  | Tatran Střešovice         | 0                         |                         |   |                        |                        |  |  |                     |                     |
|  | Tatran Střešovice         | 0                         |                         |   |                        |                        |  |  |                     |                     |

### Čtvrtfinále
1. SC TEMPISH Vítkovice – FbŠ Bohemians 4 : 0 na zápasy – Zpráva
- 12. 3. 2019 16:00, Vítkovice – Bohemians 11 : 6 (3:2, 7:2, 1:2)
- 13. 3. 2019 15:00, Vítkovice – Bohemians 18 : 3 (1:1, 4:2, 3:0)
- 19. 3. 2019 15:00, Bohemians – Vítkovice 13 : 8 (1:2, 1:3, 1:3)
- 10. 3. 2019 15:00, Bohemians – Vítkovice 11 : 4 (0:2, 0:1, 1:1)

FAT PIPE Florbal Chodov – Panthers Praha 4 : 0 na zápasy – Zpráva
- 12. 3. 2019 16:30, Chodov – Panthers 14 : 41 (5:0, 5:1, 4:3)
- 13. 3. 2019 14:00, Chodov – Panthers 15 : 01 (0:0, 1:0, 4:0)
- 19. 3. 2019 17:45, Panthers – Chodov 13 : 10 (1:5, 0:2, 2:3)
- 10. 3. 2019 15:00, Panthers – Chodov 13 : 71 (0:3, 0:1, 3:3)

FBC ČPP Bystroň Group OSTRAVA – Tatran Střešovice 4 : 0 na zápasy – Zpráva
- 12. 3. 2019 19:30, Ostrava – Tatran 6 : 1 (2:0, 1:1, 3:0)
- 13. 3. 2019 16:00, Ostrava – Tatran 4 : 3 pn (0:0, 2:2, 1:1, 0:0, 1:0)
- 19. 3. 2019 16:00, Tatran – Ostrava 2 : 3 (2:1, 0:1, 0:1)
- 10. 3. 2019 15:00, Tatran – Ostrava 1 : 10 (1:2, 0:3, 0:5)

Ivanti Tigers Jižní Město – KM automatik FBK Jičín 4 : 0 na zápasy – Zpráva
- 12. 3. 2019 13:30, Tigers – Jičín 11 : 5 (3:1, 6:1, 2:3)
- 13. 3. 2019 11:00, Tigers – Jičín 14 : 5 (5:3, 4:1, 5:1)
- 19. 3. 2019 19:00, Jičín – Tigers 17 : 8 (2:2, 2:3, 3:3)
- 10. 3. 2019 17:00, Jičín – Tigers 15 : 6 pn (2:3, 3:0, 0:2, 0:0, 0:1)

### Semifinále
1. SC TEMPISH Vítkovice – Ivanti Tigers Jižní Město 4 : 1 na zápasy – Zpráva
- 23. 3. 2019 16:00, Vítkovice – Tigers 11 : 4 (4:0, 4:2, 3:2)
- 24. 3. 2019 15:00, Vítkovice – Tigers 18 : 3 (1:0, 3:1, 4:2)
- 30. 3. 2019 13:00, Tigers – Vítkovice 14 : 6 (2:1, 1:5, 1:0)
- 31. 3. 2019 14:00, Tigers – Vítkovice 16 : 5 p (4:0, 0:2, 1:3, 1:0)
- 03. 4. 2019 18:00, Vítkovice – Tigers 16 : 3 (5:1, 0:1, 1:1)

FAT PIPE Florbal Chodov – FBC ČPP Bystroň Group OSTRAVA 4 : 0 na zápasy – Zpráva
- 23. 3. 2019 18:00, Chodov – Ostrava 18 : 5 (2:2, 2:1, 4:2)
- 24. 3. 2019 16:00, Chodov – Ostrava 10 : 6 (4:2, 2:1, 4:3)
- 30. 3. 2019 17:00, Ostrava – Chodov 13 : 5 (1:1, 0:2, 2:2)
- 31. 3. 2019 16:00, Ostrava – Chovov 14 : 5 p (2.1, 2:2, 0.1, 0:1)

### Finále
14. 4. 2019 13:15, 1. SC TEMPISH Vítkovice – FAT PIPE Florbal Chodov 7 : 6 p (1:2, 2:2, 3:2, 1:0) – Zpráva

## Play-down
Play-down se hrálo od 9. března do 6. dubna 2019. První kolo play-down hrály 9. s 12. a 10. s 11. týmem po základní části. Vítězové z prvního kola zůstali v Extralize, poražení hráli druhé kolo.
Tým FBŠ Slavia Fat Pipe Plzeň, který prohrál druhé kolo play-down a sestoupí pro příští sezónu do 1. ligy, bude nahrazen vítězem 1. ligy, týmem Bulldogs Brno.
Vítěz druhého kola play-down, tým K1 Florbal Židenice, se utkal v baráži s poraženým finalistou 1. ligy, týmem TJ Sokol Královské Vinohrady, a svou účast v Extralize obhájil.

### Pavouk
|  | 1. kolo (na zápasy)       | 1. kolo (na zápasy)       |                     |   | 2. kolo (na zápasy) | 2. kolo (na zápasy) |
|  |                           |                           |                     |   |                     |                     |
|  |                           |                           |                     |   |                     |                     |
|  | FBS Olomouc               | 4                         |                     |   |                     |                     |
|  | FBS Olomouc               | 4                         |                     |   |                     |                     |
|  | FBŠ Slavia Fat Pipe Plzeň | 1                         |                     |   |                     |                     |
|  | FBŠ Slavia Fat Pipe Plzeň | 1                         | K1 Florbal Židenice | 4 |                     |                     |
|  |                           |                           | K1 Florbal Židenice | 4 |                     |                     |
|  |                           | FBŠ Slavia Fat Pipe Plzeň | 0                   |   |                     |                     |
|  | K1 Florbal Židenice       | FBŠ Slavia Fat Pipe Plzeň | 0                   | 2 |                     |                     |
|  | K1 Florbal Židenice       |                           |                     | 2 |                     |                     |
|  | Crazy girls FBC Liberec   | 4                         |                     |   |                     |                     |

### 1. kolo
FBS Olomouc – FBŠ Slavia Fat Pipe Plzeň 4 : 1 na zápasy – Zpráva
- 19. 3. 2019 16:30, Olomouc – Plzeň 3 : 7 (1:1, 2:2, 0:4)
- 10. 3. 2019 14:30, Olomouc – Plzeň 7 : 5 (2:3, 2:1, 3:1)
- 16. 3. 2019 15:00, Plzeň – Olomouc 2 : 3 (0:2, 2:1, 0:0)
- 17. 3. 2019 14:00, Plzeň – Olomouc 3 : 4 p (1:0, 2:1, 0:2, 0:1)
- 20. 3. 2019 19:30, Olomouc – Plzeň 5 : 3 (4:1, 1:1, 0:1)

K1 Florbal Židenice – Crazy girls FBC Liberec 2 : 4 na zápasy – Zpráva
- 19. 3. 2019 17:00, Židenice – Liberec 5 : 6 (2:1, 1:3, 2:2)
- 10. 3. 2019 16:00, Židenice – Liberec 6 : 3 (2:0, 1:3, 3:0)
- 16. 3. 2019 20:00, Liberec – Židenice 7 : 4 (4:2, 0:1, 3:1)
- 17. 3. 2019 14:00, Liberec – Židenice 6 : 3 (0:1, 4:1, 2:1)
- 20. 3. 2019 18:30, Židenice – Liberec 6 : 1 (5:0, 0:0, 1:1)
- 22. 3. 2019 19:30, Liberec – Židenice 7 : 4 (2:2, 3:1, 2:1)

### 2. kolo
K1 Florbal Židenice – FBŠ Slavia Fat Pipe Plzeň 4 : 0 na zápasy – Zpráva
- 30. 3. 2019 20:00, Židenice – Plzeň 7 : 4 (4:0, 3:0, 0:4)
- 31. 3. 2019 14:00, Židenice – Plzeň 9 : 6 (1:1, 5:1, 3:4)
- 05. 4. 2019 20:30, Plzeň – Židenice 5 : 8 (1:3, 3:2, 1:3)
- 06. 4. 2019 19:00, Plzeň – Židenice 3 : 6 (2:1, 1:2, 0:3)

### Baráž
K1 Florbal Židenice – TJ Sokol Královské Vinohrady 3 : 0 na zápasy – Zpráva
- 19. 4. 2019 18:00, Židenice – Vinohrady 7 : 1 (2:0, 1:0, 4:1)
- 20. 4. 2019 13:00, Židenice – Vinohrady 9 : 1 (1:0, 3.0, 5:1)
- 27. 4. 2019 14:00, Vinohrady – Židenice 3 : 7 (1:2, 1:3, 1:2)

## Konečné pořadí
| Pořadí           | Tým                           |
| ---------------- | ----------------------------- |
| Zlatá medaile    | 1. SC TEMPISH Vítkovice       |
| Stříbrná medaile | FAT PIPE Florbal Chodov       |
| Bronzová medaile | FBC ČPP Bystroň Group OSTRAVA |
| 4.               | Ivanti Tigers Jižní Město     |
| 5.               | FbŠ Bohemians                 |
| 6.               | Panthers Praha                |
| 7.               | KM automatik FBK Jičín        |
| 8.               | Tatran Střešovice             |
| 9.               | FBS Olomouc                   |
| 10.              | Crazy girls FBC Liberec       |
| 11.              | K1 Florbal Židenice           |
| 12.              | FBŠ Slavia Fat Pipe Plzeň     |

## Nejužitečnější hráčky
Nejužitečnějšími hráčkami Extraligy byly zvoleny:
1. Martina Řepková (FAT PIPE Florbal Chodov)
2. Gabriela Žůrková (KM automatik FBK Jičín)
3. Anet Jarolímová (KM automatik FBK Jičín)